# Тополёвка (Владимирская область)
Тополёвка — деревня в Вязниковском районе Владимирской области России, входит в состав муниципального образования «Город Вязники».

## География
Деревня расположена в 12 км на юго-восток от райцентра Вязники.

## История
В конце XIX — начале XX века деревня называлась Свиново и входила в состав Олтушевской волости Вязниковского уезда. В 1859 году в деревне числилось 8 дворов, в 1905 году — 14 дворов, в 1926 году — 20 дворов.
С 1929 года деревня входила в состав Песковского сельсовета Вязниковского района, с 1954 года — в составе Федурниковского сельсовета, с 1965 года — в составе Илевниковского сельсовета, с 2005 года — в составе муниципального образования «Город Вязники».
В 1966 году деревня Свиново была переименована в Тополевку.

## Население
| 1859 | 1905 | 1926 | 2002 | 2010 | 2021 |
| ---- | ---- | ---- | ---- | ---- | ---- |
| 72   | ↗101 | ↘98  | ↘8   | ↘4   | ↘2   |